# Karl Joseph von Kuenburg
Karl Joseph von Kuenburg (auch Karl Joseph Reichsgraf von Kuenburg; * 27. Mai 1686 in Salzburg; † 10. Dezember 1729 auf Schloss Tüßling in Oberbayern) war 1723 Fürstbischof von Seckau und 1723–1729 Fürstbischof von Chiemsee.

## Familie
Karl Joseph Graf von Kuenburg war Freiherr von Kuenegg sowie Herr auf Prunsee und Rabenhofen. Sein Vater Reichsgraf Johann Joseph entstammte der älteren Ungersbacher Linie des Hauses Kuenburg und war kaiserlicher Geheimer Rat und Kämmerer und später auch Erbschenk des Erzstifts Salzburg. Die mit ihm in zweiter Ehe verheiratete Gräfin Josepha Maria von Harrach war Karl Josephs Mutter. Sie war eine Schwester des Salzburger Erzbischofs Franz Anton von Harrach.

## Leben
Karl Joseph studierte ab 1701 in Salzburg, später in Laibach und 1706–1708 in Rom. 1706 erhielt er Pfründen an den Domkapiteln Salzburg und Passau, auf die vorher sein älterer Bruder Maximilian Joseph resignierte. 1710 wurde er von seinem Onkel, Erzbischof Harrach, zum Konsistorialrat ernannt, zu dessen Präsidenten er 1713, dem Jahr seiner Priesterweihe, aufstieg. Bereits 1712 wurde er Propst von St. Moritz in Friesach. 1714 wählte ihn das Salzburger Domkapitel zum Propst und 1715 wurde er erzbischöflich-salzburgischer Geheimer Rat.
Nachdem der Seckauer Bischof Joseph Dominikus von Lamberg 1723 zum 68. Bischof von Passau wurde, ernannte Erzbischof Harrach seinen Neffen Karl Joseph von Kuenburg am 21. April 1723 zu dessen Nachfolger, wobei er die Salzburger Dompropstei beibehalten durfte. Die Bischofsweihe erfolgte am 6. Juni 1723. Es ist nicht belegt, ob Kuenburg seine Diözese Seckau überhaupt in Besitz nahm, da er bereits am 4. Oktober 1723 auf den Chiemseer Bischofssitz nominiert wurde, der durch den Tod des Bischofs Franz Anton Adolph von Wagensperg frei geworden war. Nach der Bestätigung vom 29. Dezember 1723 folgte am 21. Mai 1724 die Amtseinführung in Herrenchiemsee. Für dieses Jahr ist er auch wieder als Präsident des Konsistorialrats belegt.
Während seiner Amtszeit als Bischof von Chiemsee berief er 1725 eine Synode nach St. Johann in Tirol ein, auf der die früheren Dekrete bestätigt und neue beschlossen wurden. 1726 verkaufte er den zum Besitz des Bistums Chiemsee gehörenden Schlossbauernhof in Hallein bei Salzburg. Nach seinem Tod am 10. Dezember 1729, der sich auf einer Hochzeit seines Bruders auf dem oberbayerischen Schloss Tüßling ereignete, entstand das Gerücht, er sei vergiftet worden. Tatsächlich verstarb er an Fleckfieber. Sein Leichnam wurde im Salzburger Dom beigesetzt.